# オオホウカンボク
オオホウカンボク（大宝冠木、学名：Brownea grandiceps）は、マメ科の常緑高木。
和名は豪華な花を咲かせることにちなむ。

## 形態
高さ10–20 mに達する高木。偶数羽状複葉で小葉は11対ほど。
頭状花序は明るい赤色の花が数十個密生し、直径20 cm近い大型の球形となる。各花は長さ5-8 cmの筒状で、雄しべは花冠から出る。
周辺から中心に向かって開花が進む。豆果は長さ約25 cm。

## 分布
ベネズエラ原産で、熱帯アメリカ・西インド諸島に分布する。

## 利用
アメリカ大陸の最も美しい観賞用樹木とされ、鑑賞価値が高いことから、世界各地の植物園でしばしば栽培される。
日本国内でも沖縄県の熱帯ドリームセンター、広島市植物公園、京都府立植物園、神代植物公園（東京都調布市）など、いくつかの植物園で栽培・展示が行われている。

## ギャラリー
オオホウカンボク
（2025年3月 東京都調布市 神代植物公園）
- 植栽
- 偶数羽状複葉
- 蕾
- 花